# Matangi Quartet

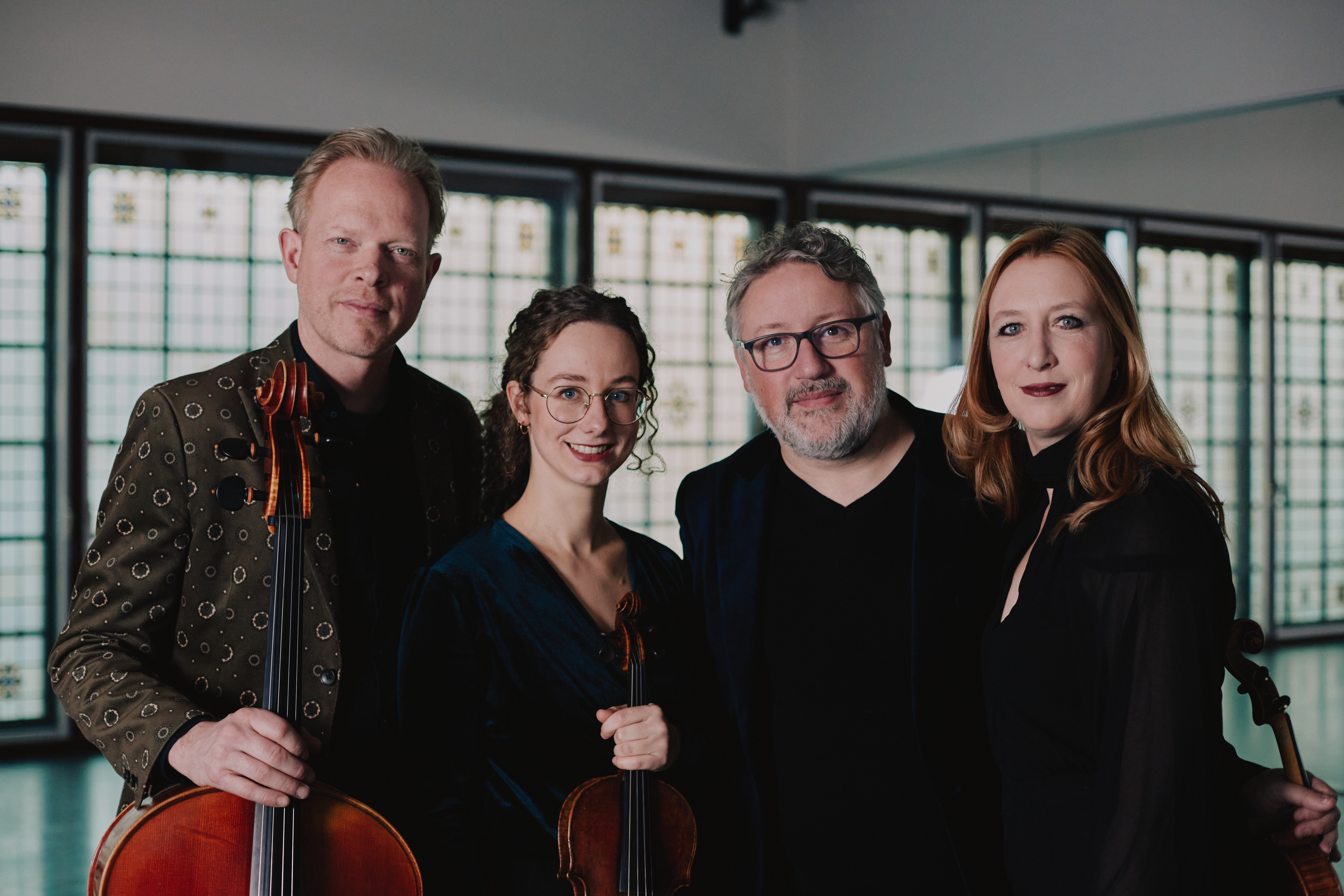
Matangi Quartet (2023) - foto: Milan Rijnders

Matangi Quartet is een Nederlands strijkkwartet.

## Geschiedenis
Matangi is opgericht in 1999 tijdens de studie aan het Koninklijk Conservatorium in Den Haag en het conservatorium van Rotterdam. De muzikanten studeerden twee jaar aan de Nederlandse Strijkkwartet Academie onder leiding van Stefan Metz. Daarna werden ze twee jaar intensief begeleid door Henk Guittart. Matangi is een vaste bespeler van de kamermuziekpodia van Nederland en daarbuiten.

## Samenwerking
Matangi speelde samen met uiteenlopende klassieke musici waaronder het 
Schönberg Kwartet, Brodsky Quartet, St. Lawrence Quartet, Miranda van Kralingen, Tania Kross, Maarten Koningsberger, Ivo Janssen, Paolo Giacometti en Severin von Eckardstein. Ook ontving het kwartet uitnodigingen voor festivals en concertseries, waaronder het Delft Chamber Music Festival, het Grachtenfestival, het Festival van Aix-en-Provence, het Orlando Festival, de Robeco Zomerconcerten en het Sleeswijk-Holstein Festival. Matangi heeft een eigen concertserie in de Amstelkerk te Amsterdam.
In 2013 maakte Matangi in samenwerking met Oorkaan de voorstelling de Mannen van Minsk. Het libretto van deze kindervoorstelling werd geschreven door Erik Bindervoet en Robbert-Jan Henkes, de muziek werd gecomponeerd door Peter-Jan Wagemans. Er verscheen een luisterboek van de Mannen van Minsk met tekeningen van Erik Bindervoet. Bij de inhuldiging van koning Willem-Alexander op 30 april 2013 begeleidden de vier strijkers van Matangi in de Nieuwe Kerk in Amsterdam het Nieuw Amsterdams Kinderkoor bij de uitvoering van het lied Later als ik groot ben van Herman van Veen.

## Repertoire
Net als het Kronos Quartet en het Brodsky Quartet richt Matangi zich niet uitsluitend op het klassieke repertoire. Zo trad het op met rockzangeres Frédérique Spigt, maakte een dvd met Herman van Veen en is in uitgebreide formatie te horen op de cd Street Tango van Carel Kraayenhof. In 2006 ondernam Matangi een tournee met cabaretier Youp van 't Hek.

## Albums
De eerste cd van Matangi, Première (heruitgebracht bij Challenge Records in 2006), werd in 2003 gevolgd door de cd-single Bats from Hell met werk van de Nederlandse componist Chiel Meijering (bekroond met de Luister 10, de hoogste waardering van Luister). De cd Scandinavia, met werk van Edward Grieg, David Monrad Johansen en Julius Röntgen (uitgebracht bij Challenge Records) ontving goede kritieken. In 2009 bracht Matangi de cd Mendelssohn uit bij Challenge Records met het strijkkwartet op 12 en het strijkkwintet op 18 met medewerking van Edith van Moergastel, altviool. Ook maakte Matangi een cd samen met Ralph Rousseau getiteld Chansons d'Amour, deze cd won een publieks-Edison. In 2010 kwam, wederom bij Challenge Records, het jubileumalbum Candybox uit. On the Move, een cd waarop het kwartet deel uitmaakt van het Hybrid 10tet van Michiel Braam, kwam uit in 2011 naar aanleiding van de tour die het 10tet maakte, die een reprise kreeg in 2012. Samen met Eric Vloeimans en Martin Fondse nam het kwartet in 2011 de cd Testimoni op, die in 2012 bekroond werd met een Edison Jazz Nationaal. Het Matangi Quartet had ook een groot aandeel op de, met een publieks-Edison bekroonde, cd Corazón van Tania Kross. In september 2013 verscheen hun album Haydn's Nature bij Challenge Records, met daarop 3 strijkkwartetten van Joseph Haydn: op. 76 No. 4 in bes-mineur  Zonsopgang, op. 50 No. 6 in D-majeur De Kikker en op. 33 No. 3 in C-majeur De Vogel. In 2014 kwam, ter ere van het 15-jarig jubileum van het kwartet, de cd JAZZICS! uit met daarop werken van Chick Corea, Louis Andriessen, Wolfert Brederode, Michiel Braam en Martin Fondse. "An ode to jazz from our Classical point of view" aldus het kwartet. In 2015 bracht Matangi samen met Maarten Koningsberger de cd "Schumann/Heine" uit, met daarop o.a. een bewerking voor strijkkwartet en zang van het werk Dichterliebe op.48 van Robert Schumann (uitgebracht bij Quitone). In 2020 verscheen, in het kader van het twintigjarig jubileum van het kwartet, het album Canto Ostinato Strings Attached (Matangi Music) met daarop een unieke bewerking voor strijkkwartet van het werk Canto Ostinato van Simeon ten Holt en ontving lovende kritieken. Ook in 2020 verschenen is het album VII-LW (Matangi Music), met daarop "Die Sieben letzten Worte unseres Erlösers am Kreuze" van Joseph Haydn. "Outcast" een cd met het derde strijkkwartet van Schnittke, het eerste strijkkwartet van Silvestrov en het achtste strijkkwartet van Sjostakovitsj.In 2022 volgde het album Ruins and Remains waarin het quartet samenwerkte met pianist Wolfert van Brederode op het beroemde ECM label met als producer Manfred Eicher. Dit album won in 2023 een Edison award in de categorie Jazz Nationaal.

## Prijzen
Matangi won o.a. de Kersjes van de Groenekan Prijs en de Kamermuziekprijs van de stad Almere.
In 2008 won Matangi de 3de prijs tijdens het Internationale Joseph Joachim Concours Weimar
Matangi is Quartet-in-Residence geweest op het Internationale Kamermuziekfestival van Banff. In 2007 was het kwartet Quartet-in-Residence bij het ArtEZ Conservatorium te Zwolle en Muziekcentrum De Toonzaal te 's-Hertogenbosch.
In 2006 won de cd Corazón van zangeres Tania Kross een publieks-Edison, Matangi had een groot aandeel op deze cd.
De cd Chanson d'amour van gambist Ralph Rousseau kreeg in 2009 de publieks-Edison, ook op deze cd speelde Matangi een belangrijke rol.
Samen met Martin Fondse en Eric Vloeimans nam Matangi de cd Testimoni op. Deze cd won de Edison Jazz Nationaal 2012.
Zowel het album 7LW als het album Outcast werden bekroond met de Supersonic-award.
In oktober 2023 is het album Ruins and Remains, welke Matangi met Wolfert Brederode en Joost Lijbaart heeft opgenomen, onderscheiden met een Edison Jazz Nationaal

## Musici
Matangi Quartet bestaat uit  
- Maria-Paula Majoor, viool
- Hannelore De Vuyst, viool
- Karsten Kleijer, altviool
- Arno van der Vuurst, cello